# Římskokatolická farnost Bečov u Mostu
Římskokatolická farnost Bečov u Mostu (lat. Altopetschovium, Hochpetsch) je zaniklá církevní správní jednotka sdružující římské katolíky v Bečově a okolí. Organizačně toto území i po zániku farnosti nadále spadá do krušnohorského vikariátu, který je jedním z 10 vikariátů litoměřické diecéze. Centrem farnosti byl kostel sv. Jiljí v Bečově, který od 1. ledna 2013 změnil statut a stal se filiálním kostelem v nástupnické farnosti Vtelno u Mostu.

## Historie farnosti
Fara byla v místě zřízena před rokem 1384. Obnovena byla po třicetileté válce v roce 1649. Od roku 1649 jsou vedeny matriky. Farnost existovala do 31. prosince 2012 jako součást farního obvodu farnosti Most – in urbe. Od 1. ledna 2013 zanikla sloučením do farnosti Vtelno u Mostu.

### Duchovní správcové vedoucí farnost
Začátek působnosti jmenovaného v duchovní správě farnosti od:
- 1671 Casparus Hertlinus O.Cist.
- 1677 Wenceslaus Adalbertus Berenklau, † 9. 2. 1699
- 1699 Franciscus Ignatius Bumbal
- 1714 Laurentius Rumitz
- 1722-1775 ?
- 1775 Jos. Thuma, † 4. 12. 1791
- 1792 Jos. Hübner
- 1815 Ioan. Hablick, n. 30. 11. 1744 Wurschens, o. 24. 12. 1769, † 7. 5. 1827
- 1827 Jos. Mildner, n. 1. 7. 1754 Komotau, o. 23. 12. 1779, † 15. 10. 1827
- 1828 par. vacat, cap. Anton. Rieger
- 1829 Franc. Rust, n. 24. 6. 1776 Klutschkav, o. 10. 9. 1801, † 14. 2. 1837
- 1838 Franc. Langecker, n. 11. 2. 1785 Leitmeritz, o. 31. 8. 1807
- 1852 Anton. Fritsch, n. 29. 7. 1805 Nehasicens., o. 2. 9. 1829, † 18. 12. 1868
- 1870 Franc. X. Schram, n. 1. 8. 1811 Eger, o. 3. 8. 1837, † 29. 6. 1880
- 1881 par. vacat, admin. int. Car. Hahnel
- 1882 Franc. Xav. Heidler, n. 30. 1. 1830 Brüx, o. 25. 7. 1854, † 11. 5. 1897
- 1897 par. vacat, admin. int. Franc. Prockert
- 1898 Jos. Preiss, n. 24. 12. 1830 Kuttowenka, o. 25. 7. 1854, † 14. 4. 1904
- 1900 par. vacat, admin. int. Franc. Prockert
- 1901 Jul. Klepsch, n. 10. 5. 1849 Kunersdorf, o. 14. 11. 1874, † 18. 3. 1918
- 1919 Franc. Prockert, n. 24. 10. 1868 Grosslippen, o. 17. 6. 1894, † 27. 10. 1921
- 1922 par. vacat, Hendr. Heine
- 1923 Franc. Vencl, n. 2. 1. 1881 Javornice, o. 15. 7. 1906, † 22. 8. 1944
- 1939 par. vacat, admin. int. Jos. Gruss
- 1. 11. 1939 Fridericus Schäfer, n. 10. 9. 1907 Reichenberg, o. 29. 6. 1932
- 20. 7. 1945 admin. Ioann. Steph. Jalč
- 5. 4. 1946 Franc. Neugabauer
- 1. 5. 1946 Josef Herkner
- 1. 2. 1947 Oldřich Vinduška
- 24. 2. 1951 Fredericus Lehman
- 1. 8. 1952 Josef Jiran
- 1. 5. 1953 Imrich Göttinger
- 26. 9. 1953 František Krátký
- 29. 2. 1956 Zdeněk Maryška
- 1. 6. 1958 Tomáš Pirný
- 1. 11. 1959 Jaroslav Knespl
- 1. 3. 1969 František Blaise
- 1. 1. 1980 Petr Nižnanský, admin.
- 1. 12. 1989 Pavel Zach admin. z Mostu
- 1. 7. 1990 Petr Lukšan
- 1. 7. 1995 Bohuslav Bártek
- 1. 4. 1996 Jan Bečvář
- 1. 9. 1998 Bohuslav Bártek
- 1. 8. 1999 Jan Bečvář, historicky poslední farář
- 1. 7. 2010 Grzegorz Marian Czyżewski, admin. exc.[3]

Kromě kněží stojících v čele farnosti, působili ve farnosti v průběhu její historie i jiní kněží. Většinou pracovali jako farní vikáři, kaplani, katecheté, výpomocní duchovní aj.

## Území farnosti
Do farnosti náleželo území obcí:
- Bečov (Hochpetsch)[p 2] s místní částí Milá (Millai)[p 2] a osadou Zaječice (Saidschitz)[p 2]
- Bělušice (Bieloschitz)[p 2] s místní částí Bedřichův Světec (Schwetz)[p 2]
- Skršín (Skyrschina)[p 2]
- Volevčice (Wollepschitz)[p 2]

## Římskokatolické sakrální stavby a místa kultu na území farnosti
| | Fotografie                                      | Stavba                                                                       | Místo                       | Bohoslužby                                 | Zeměpisné souřadnice                                               | Status                                                  | Číslo kulturní památky                                                                   |
| Kostely a kaple ve farnosti | Kostely a kaple ve farnosti                     | Kostely a kaple ve farnosti                                                  | Kostely a kaple ve farnosti | Kostely a kaple ve farnosti                | Kostely a kaple ve farnosti                                        | Kostely a kaple ve farnosti                             | Kostely a kaple ve farnosti                                                              |
| --- | ----------------------------------------------- | ---------------------------------------------------------------------------- | --------------------------- | ------------------------------------------ | ------------------------------------------------------------------ | ------------------------------------------------------- | ---------------------------------------------------------------------------------------- |
| 1. |                                                 | Kostel sv. Jiljí                                                             | Bečov                       | bližší informace o bohoslužbách            | návrší v severovýchodní části obce 50°27′1″ s. š., 13°43′20″ v. d. | do 31. prosince 2012 farní kostel, poté filiální kostel | 42602/5-305 (Pk•MIS•Sez•Obr•WD) Zapsáno do státního seznamu před rokem 1988. (Q12030819) |
| 2. |                                                 | Kostel sv. Jakuba Staršího                                                   | Bedřichův Světec            | bližší informace o bohoslužbách            | na návrší v jižní části obce 50°27′10″ s. š., 13°45′7″ v. d.       | filiální kostel                                         | 42419/5-310 (Pk•MIS•Sez•Obr•WD) Zapsáno do státního seznamu před rokem 1988. (Q12030761) |
| 3. |                                                 | Kaple                                                                        | Milá                        | bohoslužby příležitostně                   | na svahu u průjezdní komunikace 50°25′50″ s. š., 13°45′6″ v. d.    | kaple                                                   | 52115/5-5944 (Pk•MIS•Sez•Obr•WD) (Q37820661)                                             |
| 4. |                                                 | Kostel sv. Havla (sv. Prokopa)                                               | Volevčice                   | bližší informace o bohoslužbách            | 50°26′3″ s. š., 13°41′31″ v. d.                                    | filiální kostel                                         | — (Q12031001)                                                                            |
| 5. |                                                 | Kaple sv. Ferdinanda Kastilského                                             | Zaječice                    | bližší informace o bohoslužbách            | náves 50°27′52″ s. š., 13°42′56″ v. d.                             | obecní kaple                                            | 23525/5-5931 (Pk•MIS•Sez•Obr•WD) Památkově chráněno od 27. května 2002. (Q38197809)      |
| Venkovní sochy svatých |                                                 |                                                                              |                             |                                            |                                                                    |                                                         |                                                                                          |
| 6. | Sousoší Nejsvětější Trojice na návsi ve Skršíně | Sousoší Nejsvětější Trojice na návsi ve Skršíně                              | Skršín                      | prostor pro latrii Nejsvětější Trojice     | 50°27′54″ s. š., 13°45′16″ v. d.                                   | socha                                                   | 43257/5-431 (Pk•MIS•Sez•Obr•WD) (Q38095612)                                              |
| 7. |                                                 | Socha sv. Jana Nepomuckého před branou do areálu kostela sv. Jiljí v Bečově  | Bečov                       | prostor osobní úcty k sv. Janu Nepomuckému | 50°27′ s. š., 13°43′20″ v. d.                                      | socha                                                   | 43553/5-399 (Pk•MIS•Sez•Obr•WD) (Q37002436)                                              |
| 8. |                                                 | Socha sv. Jana Nepomuckého u ohradní zdi v areálu kostela sv. Jiljí v Bečově | Bečov                       | prostor osobní úcty k sv. Janu Nepomuckému | 50°27′ s. š., 13°43′20″ v. d.                                      | socha                                                   | 43244/5-5057 (Pk•MIS•Sez•Obr•WD) (Q37002394)                                             |
| 9. |                                                 | Socha sv. Floriána v areálu kostela sv. Jiljí v Bečově                       | Bečov                       | prostor osobní úcty ke sv. Floriánovi      | 50°27′ s. š., 13°43′20″ v. d.                                      | socha                                                   | 42385/5-304 (Pk•MIS•Sez•Obr•WD) (Q37002372)                                              |
| Zaniklé sakrální stavby v období komunistické totality ve 20. století ve farnosti Bečov u Mostu |                                                 |                                                                              |                             |                                            |                                                                    |                                                         |                                                                                          |
| 10. |                                                 | Kaple Nejsvětější Trojice                                                    | Skršín                      | nelze sloužit                              |                                                                    | zbořená kaple                                           | —                                                                                        |
| Některé drobné sakrální stavby a pamětihodnosti lze dohledat zde v databázi Drobné sakrální památky Zaniklé sakrální stavby lze dohledat zde v databázi Poškozené a zničené kostely, kaple a synagogy v České republice |                                                 |                                                                              |                             |                                            |                                                                    |                                                         |                                                                                          |

Ve farnosti se mohou nacházet i další drobné sakrální stavby, místa římskokatolického kultu a pamětihodnosti, které neobsahuje tato tabulka.